# اندیس سیلیس مزرعه زاغو
سیلیس مزرعه زاغو* یک اندیس غیرفلزی است که در حوالی شهر زرین استان یزد قرار دارد و مادهٔ معدنی موجود در آن، سیلیس است.سنگ میزبان این اندیس دولومیت است  